# اچ‌ام‌اس پندنیس (۱۶۹۵)
اچ‌ام‌اس پندنیس (۱۶۹۵) (به انگلیسی: HMS Pendennis (1695)) یک کشتی است که طول آن ۱۳۰ فوت ۲٫۵ اینچ (۳۹٫۷ متر) می‌باشد.